# 雨に願いを
「雨に願いを」（あめにねがいを）は、芦田愛菜の3枚目のシングル。2012年（平成24年）8月1日にユニバーサルミュージックから発売された。

## 概要
レコチョクより2012年（平成24年）7月1日からCD発売に先駆けて着うた配信された。
初回生産限定盤（CD+DVD）、通常盤（CDのみ）の2形態で発売された。
2012年（平成24年）6月中旬にレコーディングされ2012年（平成24年）8月1日にユニバーサルミュージックから発売（全国発売）。
楽曲を提供した松任谷由実も後にセルフカバーをし、アルバム『POP CLASSICO』に収録されている。

## 収録曲
1. 雨に願いを
作詞・作曲：松任谷由実　編曲：松任谷正隆
アコースティック・ピアノ、ベース、ギター、キーボード、プログラミング：松任谷正隆
ドラムス：河村"カースケ"智康
コーラス：押谷沙樹
  - フジテレビ系ドラマ『ビューティフルレイン』主題歌
2. 夏がやって来た!
作詞・作曲・編曲：浅利進吾
キーボード、プログラミング：浅利進吾
バンジョー：有村純弘
コーラス：芦田愛菜、押谷沙樹
3. 雨に願いを（カラオケ）
4. 夏がやって来た!（カラオケ）

DVD
- 雨に願いを（MUSIC VIDEO）